# 上肩投法

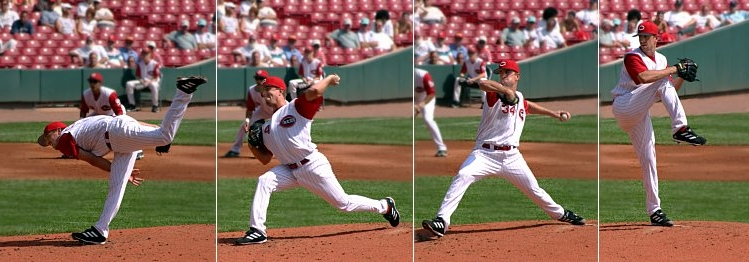
高壓式投手投球的連續動作(圖中投手為Brandon Claussen)

上肩投法，俗稱高壓式投法（overhand delivery）是一種棒球投手的投球機制，出手點約是左手十一點至十二點方向、右手十二點至一點方向間的投法。
上肩投法俗稱為高壓式投法，是因為上肩投法的出手動作是抬高投球慣用手，再從至高點將球下壓投出，有如將球由高處往下壓而得此稱呼。

## 簡介

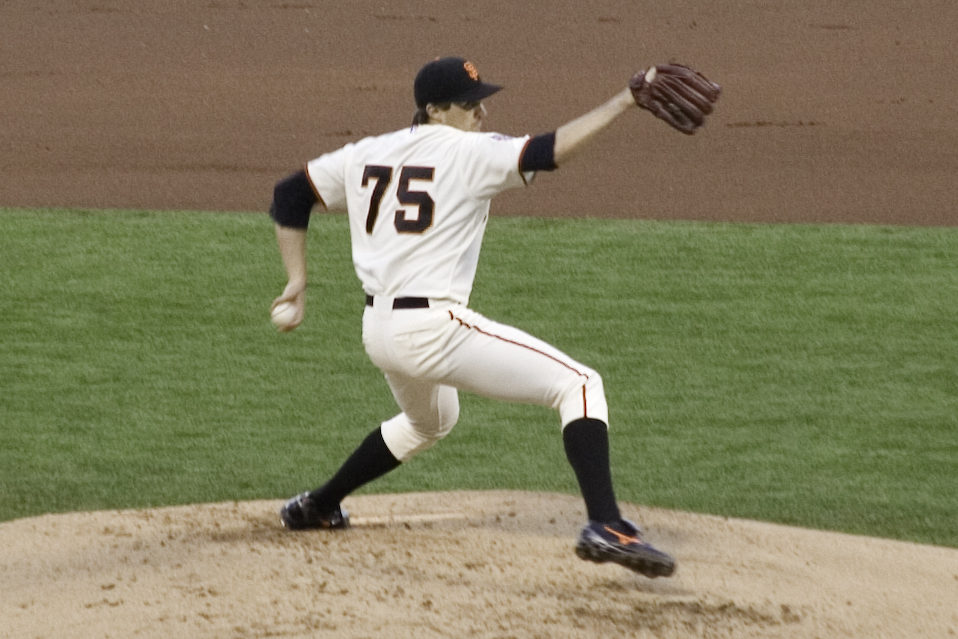
知名上肩投手貝瑞‧齊托

上肩投法是棒球最傳統的投法之一，和四分之三投法(斜肩投法)一樣，是最風行的投球姿勢之一。若調整得宜通常能發揮較好的球路威力，但執行難度也較高，固有著對球路控制的穩定性通常不如其他投球方式的難處，因此現今大部分的投手還是以四分之三投法為主流。
這種投球法的揮臂動作和重心移動與斜肩投法幾乎相同，只是在投球動作的最後階段將上半身大幅度地側向傾斜與將手臂抬高使放球點轉變至十二點到一點鐘方向(右手)或十一點至十二點方向(左手)，再用力將手臂向地面揮動，並利用較遲的放球時間，使球由高向低朝捕手方向擲去。由於上肩投球對於肩部的使用較為費力，因此在投球續航力上可能會有所欠損，但因為較高的放球點，使球路的進壘角度落差頗大，若投手身材高大，這種現象會更加地明顯，讓打者感覺到強烈的壓迫感。

## 特色與優劣
由於放球點較高，使得放球時機的早晚對於投手投出的球路在落點上的差異會相當大，使曲球系、指叉系及速球系等垂直系球路的威力會因而增加，也會使打者在擊球點方面受到一定的干擾，加上投球過程中的動作進行給予打者心理上的壓迫感，使得這種投法顯得霸氣十足。這種投手的球速會比較快，不過各聯盟球速最快的投手卻是用斜肩投法投球，但高壓式投手多半能穩定以140km/h以上的球速主投比賽，且在日本，速球派上肩投法型投手往往又是主力先發，因此日本人以「本格派」來形容快球速夠快、控球穩健、壓制力佳、鬥志高昂、且有王者氣息的大投手，且多半是高壓投手（但現今也有部分斜肩投球型投手被納入）。
這種投法的最大優點是球質渾重、垂直系球種進壘角度十分犀利、動作能給予打者一定的壓迫感，若該投手身材高大，更會襯托出這種優勢。但這種姿勢卻不太容易得到來自腰部扭轉所施與的力量，而下半身也因為上半身是以垂直下壓的方式用力而只能給予支撐力道，不如斜肩投法能藉由旋轉式的下半身重力移動增強力道以達到上半身省力的工作，使上半身要使用的力道十分巨大，而讓上肩投法十分費勁，而且上半身在較用力的情形下，放球點的掌握十分不易，使控球較不容易，且部分投手會為球進壘的角度問題，而誤將手臂打直，使控球更加不穩。
由於上肩投法進行當中，手臂揮甩的力道相當大，除了容易使投手疲勞，使得肩內肌韌帶、後肩肌及胸肌需要承受巨大且劇烈的伸張及拮抗力道而造成慣用手肩部的負擔，若長期承受大量的投球更容易造成肩傷問題。因此這類投手為了能增加這種高強度投法的承受力，平時在肩部肌韌帶群、胸肌及後肩肌、大臂肌、二頭肌、三頭肌、下臂肌群與下半身肌韌帶群的重訓，還有肌耐力的訓練等體能強化工作就顯得十分重要。而部分投手還會不知不覺地出現手肘疲勞性下垂的情形，而使得出手位置相對變得水平而使投出的球容易形成偏高、水平、無勁的呆球而增加被長打的可能性。